# All Saints (Antigua en Barbuda)
All Saints is de tweede plaats van Antigua en Barbuda met een bevolking van 3.022 inwoners (volkstelling 2001). De plaats bevindt zich in het centrale deel van het eiland Antigua op ongeveer 7 kilometer ten noordwesten van de hoofdstad Saint John's en vormt onderdeel van de parochie Saint John. Aanvankelijk werd het dorp 'Free-Centre Village' genoemd.
In 1839 werd een kapel gebouwd als All Saints genoemd omdat het zich bij de grens van de parishes bevonden die allen naar heiligen waren vernoemd. Huizen werden rond de kapel gebouwd door voormalige slaven die op de suikerrietplantages hadden gewerkt.
Het gebied rondom All Saints is bekend om haar traditionele pottenbakkerijen, waarnaar de nabijgelegen plaats Potter's Village is vernoemd.